# Schizotricha southgeorgiae
Schizotricha southgeorgiae is een hydroïdpoliep uit de familie Halopterididae. De poliep komt uit het geslacht Schizotricha. Schizotricha southgeorgiae werd in 2004 voor het eerst wetenschappelijk beschreven door Peña Cantero & Vervoort. 